# Liste medizinhistorischer Museen
Medizinhistorische Museen stellen die Medizingeschichte dar.

## Liste
Für Museen ohne Blaulink sollte ein Einzelnachweis erbracht werden. 

### Belgien
- Musée de la Médecine de Bruxelles,[1] Brüssel

### Deutschland
- Medizinhistorische Sammlung am Institut für Geschichte, Theorie und Ethik der Medizin der RWTH Aachen,[2] Aachen
- Johann-Winter-Museum, Andernach
- Medizinhistorische Sammlungen im Gesundheitspark,[3] Bad Gottleuba
- Kneipp-Museum,[4] Bad Wörishofen
- Berliner Medizinhistorisches Museum der Charité, Berlin
- Gurlt'sche Anatomische Sammlung der Freien Universität Berlin,[5] Berlin
- Robert-Koch-Museum, Berlin (1960–2012)
- Krankenhausmuseum (Bielefeld), Bielefeld
- Medizinhistorische Sammlung der Ruhr-Universität Bochum, Bochum
- Gustav-Korkhaus-Sammlung für die Geschichte der Zahnheilkunde der Rheinischen Friedrich-Wilhelms-Universität,[6] Bonn
- Krankenhaus-Museum KulturAmbulanz, Bremen
- Dentalhistorisches Museum Zschadraß, Colditz
- Apotheken-Museum Dortmund[7]
- Pathologisch-Anatomische Sammlung des Instituts für Pathologie „Georg Schmorl“,[8] Dresden
- Deutsches Hygiene-Museum, Dresden
- Medizinhistorische Sammlung der Technischen Universität Dresden,[9] Dresden
- Museum und Archiv der Deutschen Gesellschaft für Urologie, Düsseldorf
- Pflegemuseum Kaiserwerth,[10] Düsseldorf
- Siemens Healthineers MedMuseum,[11] Erlangen
- KfH-Dialysemuseum Fürth, Fürth
- Dauerausstellung „Medizinischer Alltag in der DDR“ (Institut für Geschichte der Medizin), Greifswald
- Stadtmuseum Gütersloh, Gütersloh
- Psychiatriemuseum Haina, Haina
- Meckelsche Sammlung, Halle/Saale
- Medizinhistorisches Museum Hamburg, Hamburg
- Deutsches Apothekenmuseum, Heidelberg
- Sammlung Prinzhorn, Heidelberg, künstlerische Werke aus psychiatrischen Anstalten
- Wilhelm-Fabry-Museum, Hilden
- Deutsches Medizinhistorisches Museum, Ingolstadt
- Anatomische Sammlung – Museum anatomicum Jenense,[12] Jena
- Medizin- und Pharmaziehistorische Sammlung der Christian-Albrechts-Universität zu Kiel, Kiel
- Medizinhistorisches Museum, Köln
- Deutsches Epilepsiemuseum, Kork
- Sächsisches Psychiatriemuseum, Leipzig
- Museum anatomicum, Marburg
- Antoniter-Museum, Memmingen
- Deutsches Museum, Sammlungsgebiet „Mensch und Umwelt“ – Abteilung Gesundheit – Von Kopf bis Fuß (Integration und Umgestaltung der ehemaligen Sektion Pharmazie)
- Lepramuseum Münster, Münster
- Germanisches Nationalmuseum, Sammlung Wissenschaftliche Instrumente und Medizingeschichte, Nürnberg
- Krankenhausmuseum Nürnberg, Nürnberg
- Deutsches Röntgen-Museum, Remscheid
- Medizin- und Apothekenmuseum Rhede,[13] Rhede
- Psychiatrie-Museum Philippshospital, Riedstadt
- Rheinisches Medizin- und Pharmaziemuseum Stolberg[14], pharmaziehistorische Sammlung, Stolberg (Rheinland)
- Röntgen-Gedächtnisstätte Würzburg,[15] Würzburg
- Württembergisches Psychiatriemuseum Zwiefalten/Bad Schussenried, Zwiefalten

### Österreich
- Anatomisch-Pathologische Sammlung im Narrenturm,[16] Wien
- Apothekenmuseum Winkler, Innsbruck
- Gerichtsmedizinisches Museum Wien
- Lern- und Gedenkort Schloss Hartheim, Alkoven
- Medizinhistorisches Museum des Instituts für Geschichte der Medizin, Wien
- Museum für Verhütung und Schwangerschaftsabbruch,[17] Wien
- Narrenturm, Wien
- Pesthaus,[18] Innsbruck
- Sigmund Freud Museum, Wien
- Zahnmuseum in der Universitätszahnklinik Wien, Wien
- Zahnmuseum, Linz

### Schweiz
- Anatomisches Museum Basel, Basel
- Medizinhistorisches Institut und Museum, Zürich
- Psychiatrie-Museum, Bern

### Frankreich
- Hôtel-Dieu de Beaune, Beaune
- Musée Fragonard, Maisons-Alfort
- Musée de la Médecine, Hautefort

### Großbritannien
Insbesondere in London befinden sich viele Ausstellungen.
- Alexander Fleming Laboratory Museum, London
- Anaesthesia Heritage Centre, London
- Bethlem Royal Hospital Archives & Museum, London
- BDA Dental Museum, London
- British Optical Association Museum, London
- British Red Cross Museum & Archives, London
- Chelsea Physic Garden, London
- Florence Nightingale Museum, London
- Foundling Museum, London
- Freud Museum, London
- Great Ormond Street Hospital Museum, London
- Museum of the Order of St John, London
- Royal Botanic Gardens, Kew, London
- Royal College of Physicians Museum, London
- Royal College of Surgeons Hunterian Museum, London
- Museum of Royal Pharmaceutical Society, London
- Old Operating Theatre & Herb Garret, London
- Royal London Hospital Museum & Archives, London
- Science Museum, London
- St Bartholomew's Hospital Museum & Archives, London
- Veterinary Museum, London
- Wellcome Collection, London
- Wellcome Library, London
- Worshipful Society of Apothecaries, London
- Tayside Medical History Museum, Dundee
- George Marshall Medical Museum, Worcester
- The Infirmary Museum, Worcester
- Thackray Medical Museum, Leeds
- Surgeon's Hall, Edinburgh

### Italien
- Centro di documentatione di storia della psichiatria, Reggio nell’Emilia

### Lettland
- Pauls Stradiņš Museum für Medizingeschichte, Riga

### Litauen
- Litauisches Museum für medizinische und pharmazeutische Geschichte, Kaunas

### Niederlande
- De Waag (Amsterdam), ehemaliges Anatomiemuseum und Theatrum Anatomicum

### Russland
- Kunstkammer, Sankt Petersburg
- Militärmedizinisches Museum, Sankt Petersburg
- Museum für Medizingeschichte, Moskau

### Ukraine
- Nationalmuseum für Medizin der Ukraine, Kiew

### Ungarn
- Felsenkrankenhaus-Atombunker-Museum, Budapest
- Semmelweis-Museum für Medizingeschichte, Budapest

### Australien
- Medical History Museum, Melbourne

### Japan
- Medizinhistorisches Museum der Universität Kyūshū, Fukuoka

### China
- Chinesisches Museum für Medizingeschichte, Peking

### Syrien
- Nuraddin-Klinik, Damaskus

### Vereinigte Staaten
- Dittrick Museum of Medical History, Cleveland, Ohio
- Indiana Medical History Museum, Indianapolis, Indiana
- Mütter Museum, Philadelphia, Pennsylvania
- Museum of Medical History, Ft. Myers, Florida
- National Museum of Health and Medicine, Washington, DC
- National Museum of Civil War Medicine, Frederick / Keedysville, Maryland
- Glore Psychiatric Museum, St. Joseph, Missouri